# Языково (Благовещенский район)
Языково (баш. Языков) — деревня в Благовещенский район Башкортостана, относится к Новонадеждинскому сельсовету.

## История
Селение появилось в первой половине XIX века при речке Мамонде (Мамке). В середине XIX века это было сельцо, принадлежащее помещику Василию Петровичу Языкову, подпоручику артиллерии. Сельцо имело и другое название — Изяк. По последней ревизии в Языково насчитывалось 144 души мужского пола крестьян. К 1861 году в барском имении жили 72 человека дворовой прислуги обоего пола крестьян. Управлял этим имением мещанин города Симбирска Алексей Дмитриевич Сологубов. В пользовании крестьян Языково находилось 432 десятины земли, в том числе 16 десятин под усадьбами. После отмены крепостного права было образовано Языковское сельское общество, входившее сначала в состав Богородской волости бывших помещичьих крестьян. В 1862 году была оформлена уставная грамота. 
В 1870 году в 63 дворах проживали 380 человек, были отмечены поташный и кулевой заводы. До 1893 года деревня входила в приход села Богородского (Сергеевки). Среди крестьян Языково было много Синчуговых, Свистуновых, Масловых, Золиных, Барановых, Горшковых. Также в селе проживали Бондаревы, Гореловы, Платоновы, Орловы, Журавлевы, Кирюшины, Кашкины, Савины, Серовы, Сухановы и другие. 
В конце 1894 года в селе открылась школа грамоты, впоследствии преобразованная в церковно-приходскую школу.
В 1895 году 96 дворов и 599 человек, были отмечены хлебозапасный магазин и две бакалейные лавки.
в 1909 году в Языковской церковно-приходской школе работал один учитель, обучалось 67 детей. 
Приходским священником в селе в 1900-е и 1910-е годы служил Павел Степанович Константиновский. 
Между 1913 и 1917 годами  село Языково перешло из Удельно-Дуванейской волости в Федоровскую. 
К 1917 году в школе учительствовала Афанасьева. 
В 1917 году в селе насчитывалось 126 домохозяйств и 806 человек, в том числе четыре семьи посторонних и четыре семьи белорусов-беженцев (22 человека).
В начале  1923 года Федоровская волость была упразднена, село Языково перешло в большую Надеждинскую волость. Таким образом, за шесть с половиной десятилетий населенный пункт успел побывать в составе четырёх разных волостей. До 1954 года село являлось административным центром одноименного сельсовета, затем перешло в состав Новонадеждинского сельсовета. Во время коллективизации в селе был образован колхоз "Парижская коммуна". Церковь закрыли в 1930-е годы, последним священником был Александр Симонов. 1950-е годы Языково входило в колхоз имени Карла Маркса, в 1957 году вошло в состав совхоза "Степановский", наконец, в 1965 году оказалось в составе Надеждинского совхоза. В начале XXI века была осуществлена частичная реставрация Федоро-Студитской церкви.

## Население
| 2002 | 2009 | 2010 |
| ---- | ---- | ---- |
| 245  | ↗261 | ↘195 |

Национальный состав
Динамика населения: в 1939 году в селе насчитывалось 502 человека, в 1959 - 251, в 1989 -246, в 2010 - 195 постоянных жителей. По переписи 2002 года 68% населения Языково составляли русские, 29% - башкиры.

## Географическое положение
Расстояние до:
- районного центра (Благовещенск): 24 км,
- центра сельсовета (Новонадеждино): 7 км,
- ближайшей ж/д станции (Загородная): 47 км.

## Религия
В деревне есть православная церковь Феодора Студита.